# 1514
1514 (MDXIV) fue un año común comenzado en domingo del calendario juliano

## Acontecimientos
- 10 de enero: Se publica la Biblia Complutense, la primera edición multilingüe.
- 14 de enero: Mediante una real cédula, son permitidos los matrimonios mixtos entre hombres blancos y mujeres indígenas en los territorios bajo dominio del Imperio español.
- Marzo - Luis XII de Francia firma la paz con el emperador Maximiliano I, emperador del Sacro Imperio Romano Germánico.
- Julio - Paz entre Inglaterra y Francia.
- 23 de agosto - Batalla de Chaldiran: El sultán otomano Selim I derrota a Ismail I, shah del Imperio safávida .
- 9 de octubre: Se celebra el matrimonio entre Luis XII de Francia y María Tudor.
- Los turcos se apoderan de Kurdistán.
- Alberto Durero crea su obra Melancolía I
- Comienza el gobierno del zipa, Tisquesusa en Bacatá, Colombia.

## Ciencia y tecnología
- Nicolás Copérnico: Commentariolus

## Nacimientos
- 31 de diciembre: Andrea Vesalio, anatomista belga (f. 1564)
- Adriaen Coenen, Pescador y Biólogo aficionado (f. 1587)

## Fallecimientos
- 29 de enero: Ambrosio Montesino, escritor español.
- 11 de marzo: Donato d'Angelo Bramante, pintor italiano (n. 1444)
- Nemequene, zipa de Bacatá.
- Vicente Yáñez Pinzón, explorador español.